# JihoČesko
JihoČesko – aneb z Budějic až na konec Šumavy je česká vědomostní stolní hra pro děti i dospělé. Hra je určena 2 až 4 hráčům a obsahuje celkem 700 otázek na téma Jižní Čechy a 100 kartiček s aktivitou, jenž se váže k tématu Jižních Čech a jeden z hráčů ji musí pantomimicky předvést. Hra je tvořena sedmi okresy (České Budějovice, Jindřichův Hradec, Tábor, Písek, Strakonice, Prachatice a Český Krumlov), z nichž každý obsahuje 14 políček.
Stejně jako další hry od vydavatele Albi (Evropa – otázky a odpovědi 2008, Svět – otázky a odpovědi 2010, USA – otázky a odpovědi 2011, Český film – otázky a odpovědi 2010, Světový film – otázky a odpovědi 2011, Zlaté Česko – otázky a odpovědi 2012, Česká hudba – otázky a odpovědi 2012, ve slovenštině vyšly hry otázky a odpovede ve verzích Slovensko 2007, Slovensko junior 2008, Slovenský a český film 2011, Európa, Svet) má i hra JihoČesko velmi podobná pravidla. Zajímavou novinkou a zpestřením jsou ale políčka označená písmenem „A“. Hrají-li hru více než dva hráči, po šlápnutí na políčko s tímto označením budou pantomimicky ztvárňovat výraz na kartičce. Cena hry JihoČesko se pohybuje mezi 250 až 320 korunami.

## Pravidla
Cílem hráče ve hře JihoČesko je odpovědět správně na otázky uvedené na jednotlivých kartičkách. Každý okres (z celkového počtu sedmi) je tvořen čtrnácti políčky. Hráči posouvají své figurky po hracím poli na základě hodu kostkou, a jakmile vstoupí na zeleně označené políčko, odpovídají na otázku anebo sehrávají pantomimickou scénku (v případě, kdy hru hrají dva a více hráčů).
Otázku předčítá a správné odpovědi kontroluje hráč po pravici. V případě správné odpovědi je odpovídajícímu hráči zapsán jeden bod. Pokud jsou součástí hry aktivity, bod získává nejen předvádějící, ale také první z hráčů, který výraz uhodl. Všichni hráči začínají a končí na českobudějovickém náměstí a vyhrává ten, kdo má na konci hry nejvíce bodů. V případě shodného počtu vyhrává první, kdo na cílové políčko dorazil.